# Ташетканы
Ташетканы (тат. Ташаткан) — деревня в Тевризском районе Омской области. Входит в состав Бакшеевского сельского поселения.

## История
По переписи 1897 года проживало 273 человек, из них 258 сибиров и 2 бухарцев.
В 1928 году состояла 77 хозяйств, основное население — бухарцы. Центр Ташетканского сельсовета Тевризского района Тарского округа Сибирского края.

## Население
| 1926 | 2010 |
| ---- | ---- |
| 463  | ↘286 |